# فینال جام باشگاه‌های اروپا ۱۹۹۲
فینال جام باشگاه‌های اروپا ۱۹۹۲، رقابت پایانی جام باشگاه‌های اروپا در سال ۱۹۹۲ میلادی است که مابین دو تیم باشگاه فوتبال بارسلونا و باشگاه فوتبال سمپدوریا در ورزشگاه ومبلی، لندن برگزار شده‌است.
این مسابقه که در تاریخ ۲۰ مه ۱۹۹۲ انجام شده‌است با نتیجه ۱ بر ۰ به سود تیم باشگاه فوتبال بارسلونا به پایان رسید تک گل بارسلونا را رونالد کومان به ثمر رساند.